# 拉寧國家公園

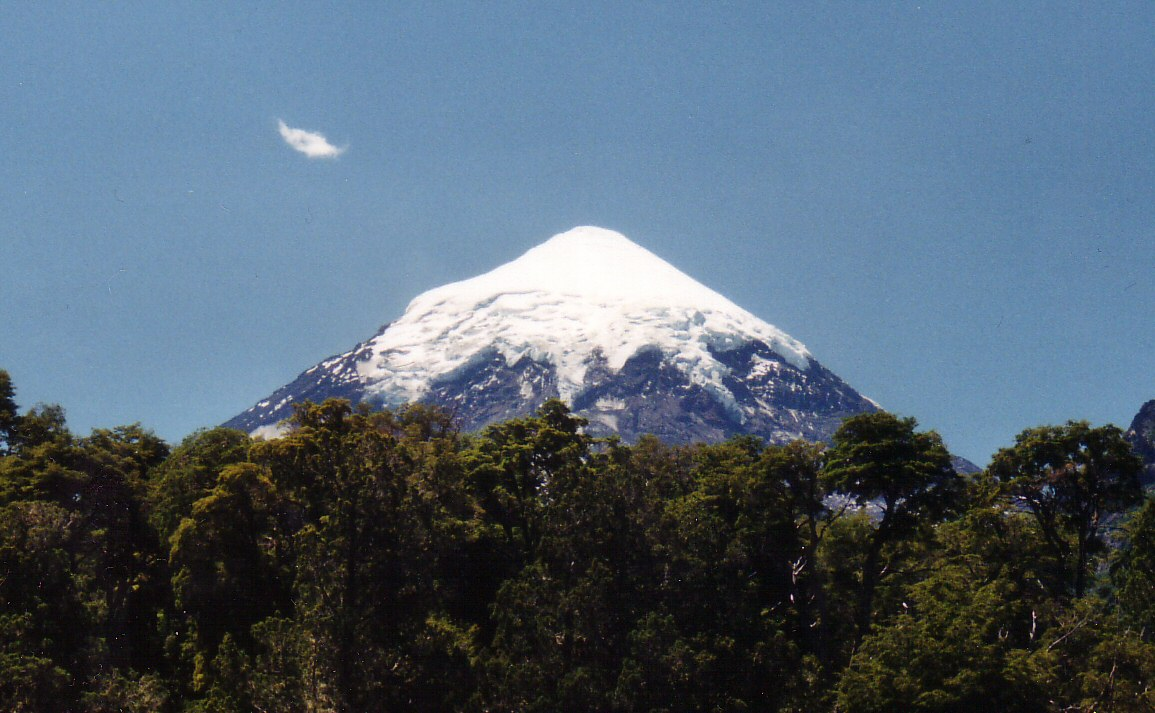

40°09′37″S 71°21′27″W / 40.1603°S 71.3575°W
拉寧國家公園（西班牙語：Parque nacional Lanín）是阿根廷內烏肯省的國家公園，位於該國西部，面積4,120平方公里，成立於1937年5月11日，南接納韋爾瓦皮國家公園。

## 外部連結
- Official site (Spanish)
- Parque Nacional Lanín （页面存档备份，存于） (Spanish)